# Il Caravaggio International Airport
Il Caravaggio International Airport (IATA: BGY, ICAO: LIME) er en mindre international lufthavn ved Bergamo omtrent 45 km nordøst for Milano.
Lufthavnen blev oprindeligt åbnet for civil trafik som lokallufthavn for Bergamo, og omtales i flæng som Milan BGY, Bergamo eller Orio al Serio lufthavn, som var lufthavnens tidligere navn.
Varetager hovedsageligt indenlandsk og europæisk trafik for low-cost flyselskaber, samt enkelte charterselskaber, og har på denne måde formået at tage væsentlige markedsandele fra de andre, mere traditionelle lufthavne i området omkring Milano.